# Barnardiella sciaphila
Barnardiella sciaphila är en fjärilsart som beskrevs av Turner 1925. Barnardiella sciaphila ingår i släktet Barnardiella och familjen vecklare. Inga underarter finns listade i Catalogue of Life.